# Titularbistum Acarassus
Acarassus (ital.: Acarasso) ist ein Titularbistum der römisch-katholischen Kirche. 
Es geht zurück auf ein untergegangenes Bistum der antiken Stadt Akarassos in der kleinasiatischen Landschaft Lykien, das der Kirchenprovinz Myra angehörte.
| Titularbischöfe von Acarassus |                             |                                                      |                   |                   |
| Nr.                           | Name                        | Amt                                                  | von               | bis               |
| 1                             | Louis Janssens CICM         | emeritierter Bischof von Jehol (China)               | 9. Januar 1948    | 14. April 1950    |
| 2                             | Constancio Jurgens CICM     | emeritierter Bischof von Tuguegarao (Philippinen)    | 6. Mai 1950       | 3. Juni 1952      |
| 3                             | Paul Constant Schoenmaekers | Weihbischof in Mecheln-Brüssel (Belgien)             | 8. September 1952 | 8. Januar 1986    |
| 4                             | Stephen Soroka              | Weihbischof in Winnipeg (Kanada)                     | 29. März 1996     | 29. November 2000 |
| 5                             | Stepan Menjok CSsR          | Erzbischöflicher Exarch von Donezk-Charkiw (Ukraine) | 11. Januar 2002   |                   |